# Bobby Ferguson (football, 1938)
Pour les articles homonymes, voir Bobby Ferguson et Ferguson.
Bobby Ferguson, né le 8 janvier 1938 à Dudley (Angleterre) et mort le 28 mars 2018 à Ipswich, est un footballeur anglais, qui évoluait au poste de défenseur à Newcastle United. Après sa carrière de footballeur, il est devenu entraîneur.

## Carrière de joueur
- 1955-1962 : Newcastle United
- 1962-1965 : Derby County
- 1965-1968 : Cardiff City
- 1968-1969 : Barry Town
- 1969-1970 : Newport County

## Carrière d'entraîneur
- 1968-1969 : Barry Town
- 1969-1970 : Newport County
- 1982-1987 : Ipswich Town